# Rebecca Marino
Rebecca Catherine Marino (født 16. december 1990 i Toronto, Ontario, Canada) er en professionel tennisspiller fra Canada.